# 血管舒張
血管舒張是指在血管壁的平滑肌鬆弛下，令體內血管擴闊的情況。由於空間增大讓血液流過，這會降低了血壓。它的相反過程稱為血管收縮。
血管舒張可以自然產生或經由血管舒張劑引起。某些肌肉及神經是在體內負責控制血管舒張的，稱為「血管舒縮肌肉／神經」。而血管舒張劑是一種物質能引起血管舒張。多種血管舒張劑被用作讓血液容易流過血栓的藥物，一般使用後都會出現暈紅等情況。

## 機制
血管舒張主要是透過內膜的內皮細胞調節血管平滑肌的放鬆，而內皮細胞會收到乙醯膽鹼調控，作用在細胞膜表面的蕈毒鹼型乙醯膽鹼受體，改變鈣離子濃度，活化一氧化氮合成酶，在經由一連串生化反應，改變鈣離子濃度，最後抑制肌球蛋白的磷酸化，促使血管舒張。